# Le Chevalier errant (film)
Pour les articles homonymes, voir Le Chevalier errant.
Pour plus de détails, voir Fiche technique et Distribution.
Le Chevalier errant (En lyckoriddare) est un film muet suédois réalisé par John W. Brunius, sorti en 1921.

## Synopsis
Lars Wiwalt, un gentilhomme, tente de convaincre Gertrud Wulffsdotter de l'épouser...

## Fiche technique
- Titre : Le Chevalier errant
- Titre original : En lyckoriddare
- Réalisation : John W. Brunius
- Scénario : Sam Ask, John W. Brunius, d'après le roman de Harald Molander
- Direction artistique : Gustaf Hallén, Vilhelm Bryde (non crédité)
- Photographie : Hugo Edlund
- Société de production : Svensk Filmindustri (SF)
- Pays d’origine :  Suède
- Langue originale : suédois
- Format : noir et blanc — 35 mm — 1,33:1 — son Mono
- Date de sortie : 
  -  Suède : 14 mars 1921

## Distribution
- Gösta Ekman : Lars Wiwalt
- Mary Johnson : Gertrud Wulffsdotter
- Axel Ringvall : Wulff Grijp
- Hilda Forsslund : Lena Daa
- Nils Lundell : Clement
- Vilhelm Bryde : Rönnow Bilde
- Gösta Cederlund : Niels Kagg
- Gull Natorp : Mrs. Margarete Grijp
- Carlo Keil-Möller : Erich Gyllenstierna
- Arthur Natorp : Andreas Anundi
- Semmy Friedmann : Henri de Bresignac
- Greta Garbo : Servante
- Alva Garbo : Fille à la taverne
- Alfred Lundberg : Prêtre